# Alois Handl
Alois Handl (ur. 22 lipca 1837 w Feldkirch, Austria, zm. 10 lutego 1915 w Czerniowcach, Ukraina) – austriacki fizyk i pedagog. 

## Życiorys
W 1859 uzyskał doktorat w Wiedniu, a następnie wyjechał do Lwowa, gdzie został wykładowcą na Uniwersytecie, w 1862 został profesorem. W 1872 powrócił do Austrii, gdzie wykładał w Terezjańskiej Akademii Wojskowej w Wiener Neustadt. Po czterech latach został skierowany do Czerniowiec, gdzie założył Katedrę Fizyki Doświadczalnej, stał na jej czele do przejścia na emeryturę w 1906. W latach 1879–1880 i 1894-1895 sprawował funkcję rektora. 
Praca naukowa Aloisa Handla obejmowała badania w dziedzinie krystalografii, zjawiskami barycznymi i hydrostatyką. Interesowała go absorpcja światła, opór cieczy oraz paleta barw w widzeniu zwierząt. Wspólnie z chemikiem Richardem Pribramem prowadził badania nad lepkością związków organicznych, wyniki i wnioski z przeprowadzonych doświadczeń zawarł w pracy pt. "Sitzungsberichte" opublikowanej przez Austriacką Akademię Nauk oraz w opracowanej wspólnie z Wilhelmem Ostwaldem "Zeitschrift für Physikalische Chemie". Podręcznik do nauczania fizyki w szkołach średnich autorstwa Aloisa Handla pt. "Lehrbuch der Physik für die oberen Classen der Mittelschulen" został opublikowany w kilku wersjach.